# سیم‌بیستر
سیم‌بیستر (به انگلیسی: Symbister) یک روستا در بریتانیا است که در شتلند واقع شده‌است. سیم‌بیستر ۷۹۷ نفر جمعیت دارد.